# Метро Сахель
Метро Сахель — залізнична лінія в Тунісі, що сполучає міста Сус та Махдія протяжністю 73 км, на якій курсують приміські електропоїзди. Залізнична лінія проходить через місто Монастір та аеропорт Монастір.

## Станції
- Сус-Баб Джедід
- Сус-Мохаммед V
- Сус Південний
- Сус-Промислова зона
- Сахлін
- Сахлін-Сабха
- Готелі
- Аеропорт
- Факультет
- Монастір
- Факультет
- Монастір-Промислова зона
- Фріна
- Хніс-Бембла
- Ксібет-Медіуні-Беннан
- Бухджар
- Лямта
- Саяда
- Ксар Хеляль-Промислова зона
- Ксар Хеляль
- Мокнін-Ґрібаа
- Мокнін
- Тебульба-Промислова зона
- Тебульба
- Бекальта
- Багдаді
- Махдія-Туристична зона
- Сіді-Мессуд
- Бордж-ель-Аріф
- Ез-Захра
- Махдія

## Галерея

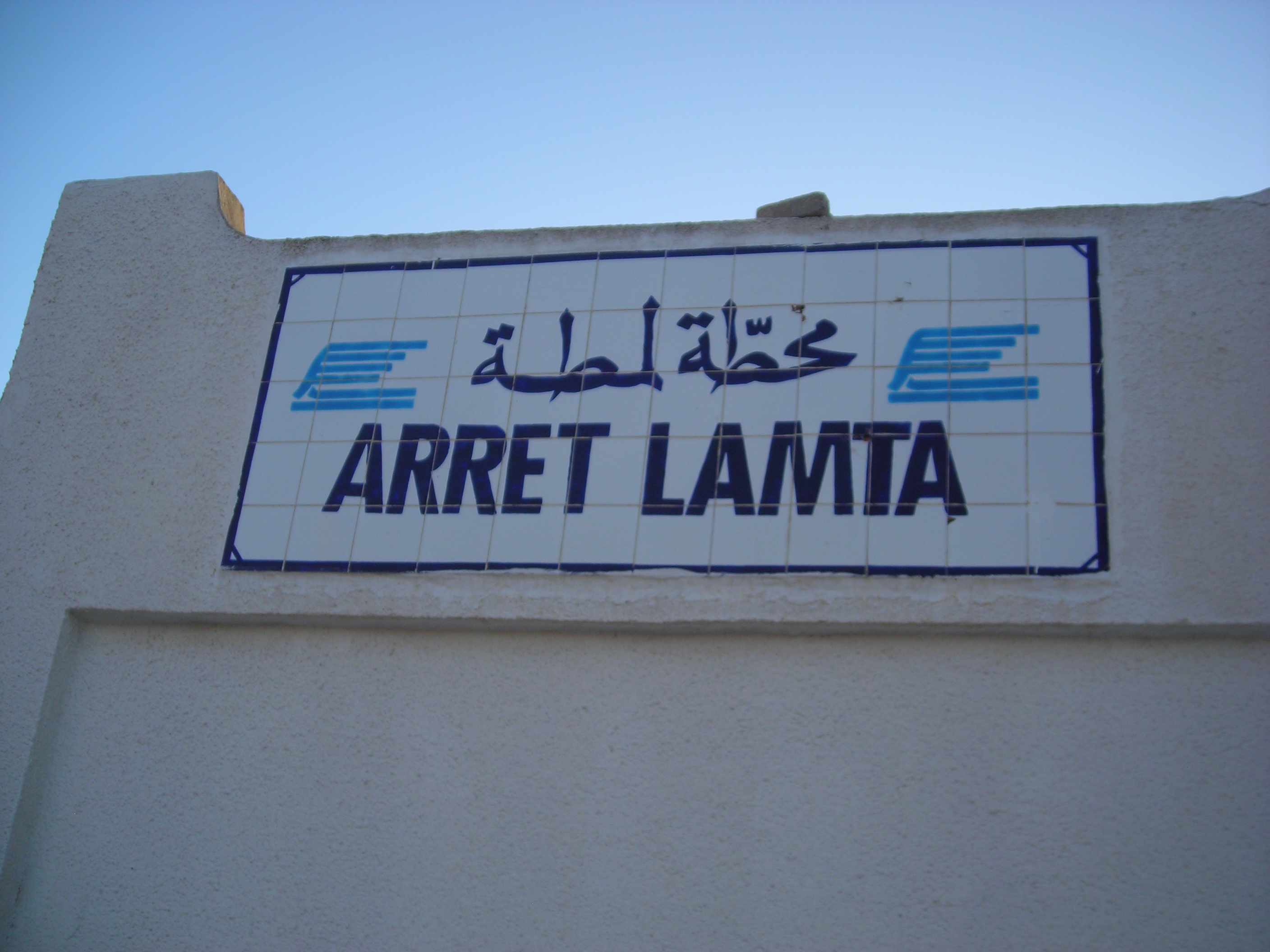
Напис на станції Лямта
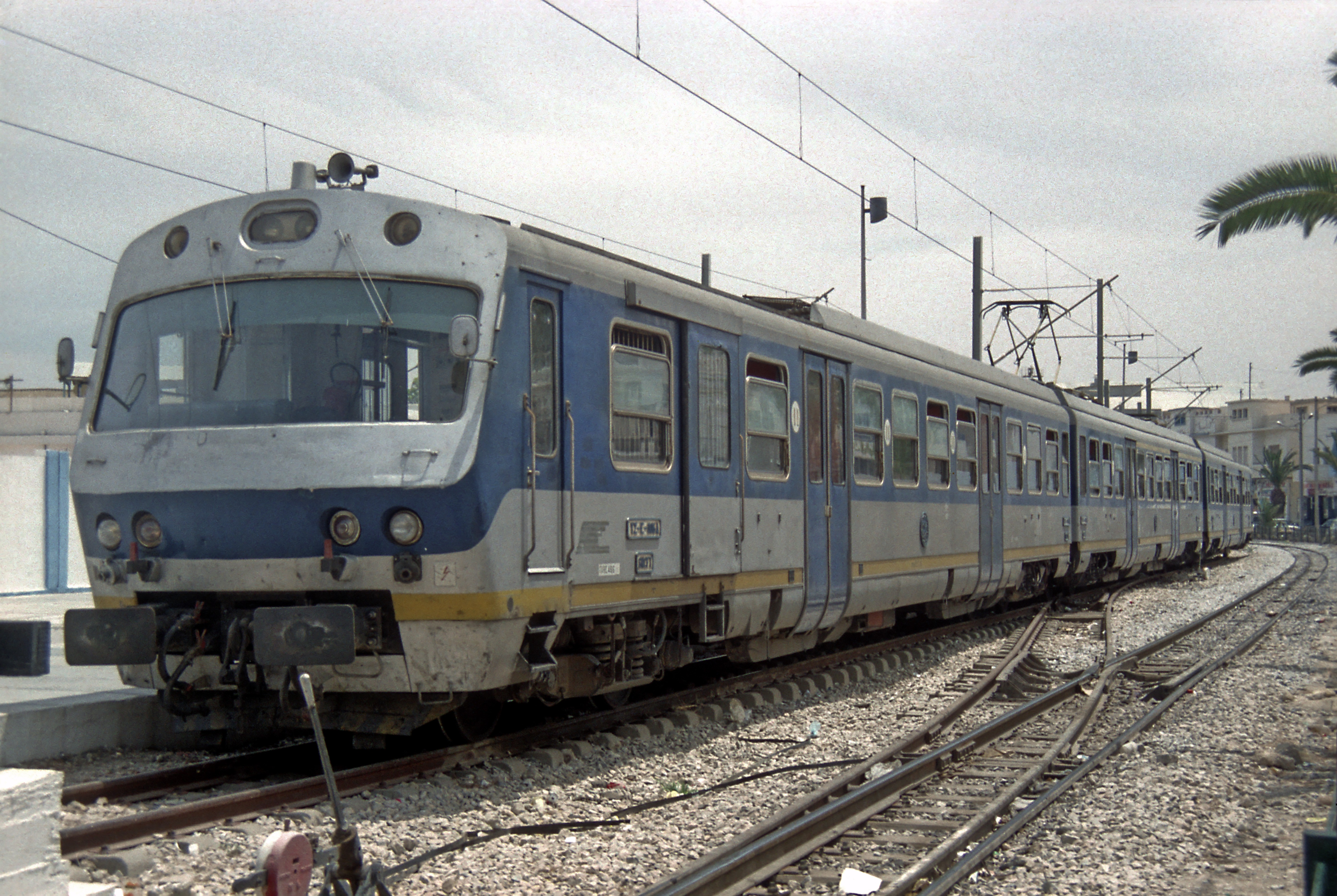
Електропоїзд старого зразка
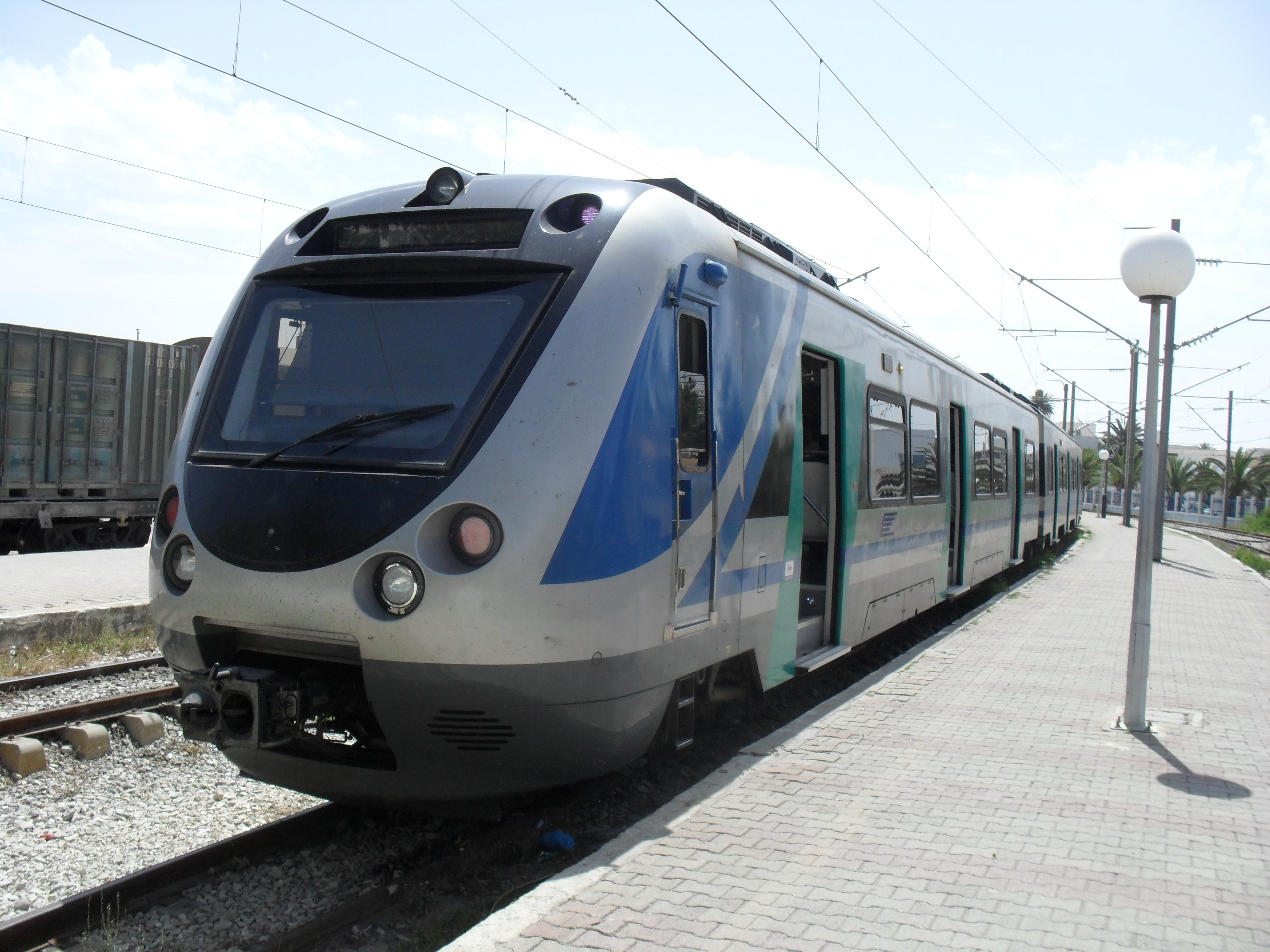
Електропоїзд нового зразка на станції Махдія
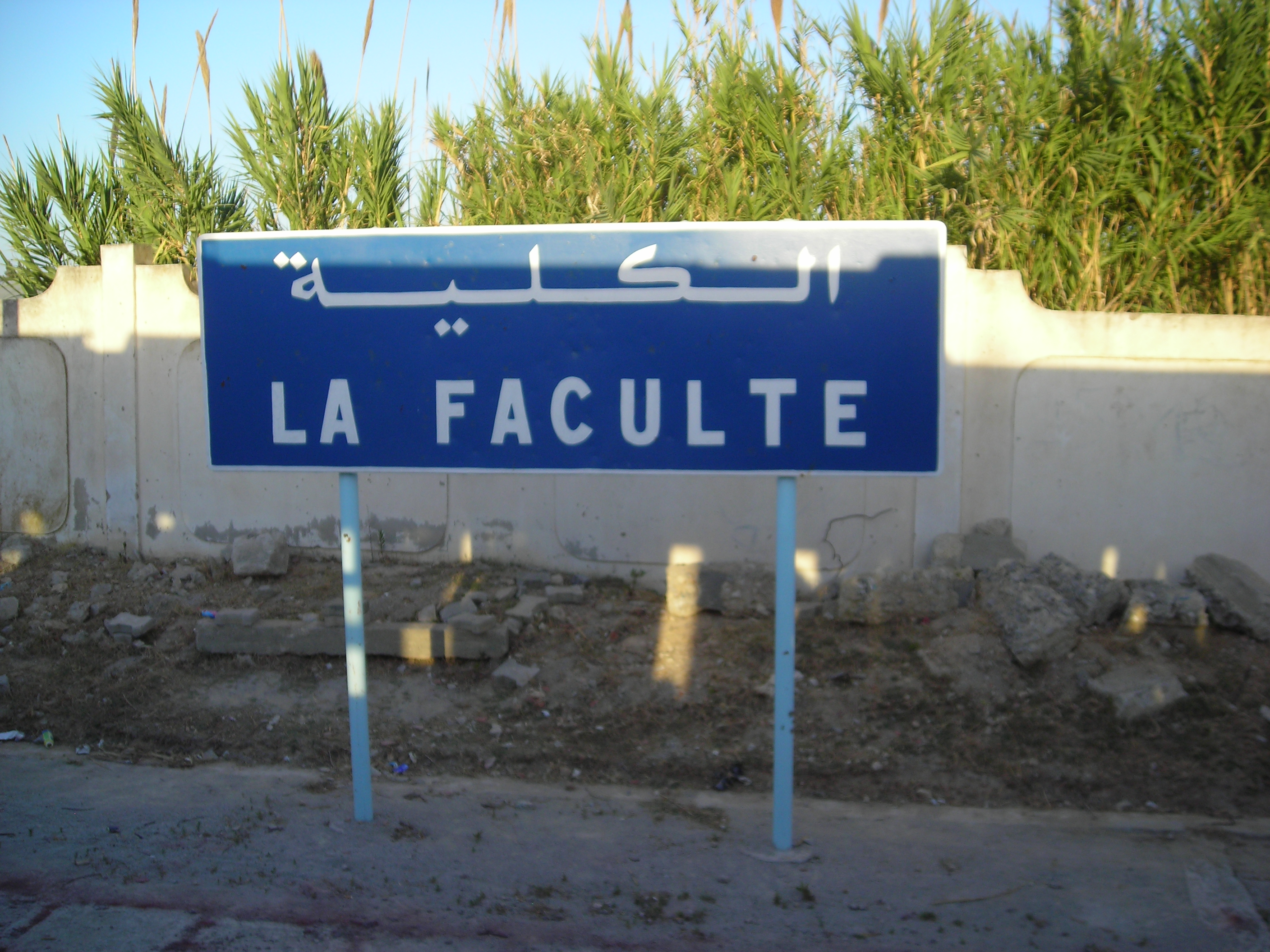
Станція Факультет
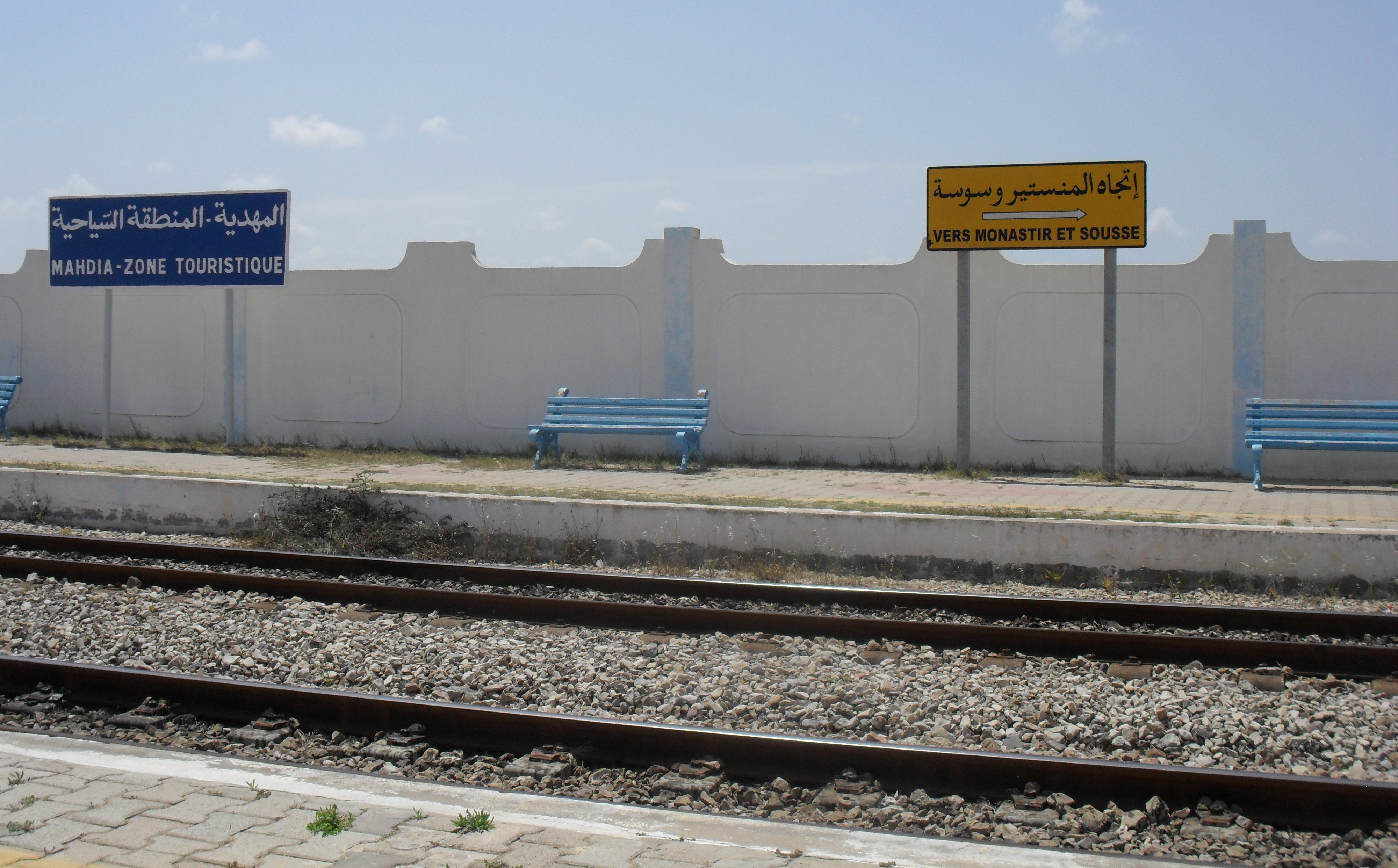
На станції Махдія-Туристична зона
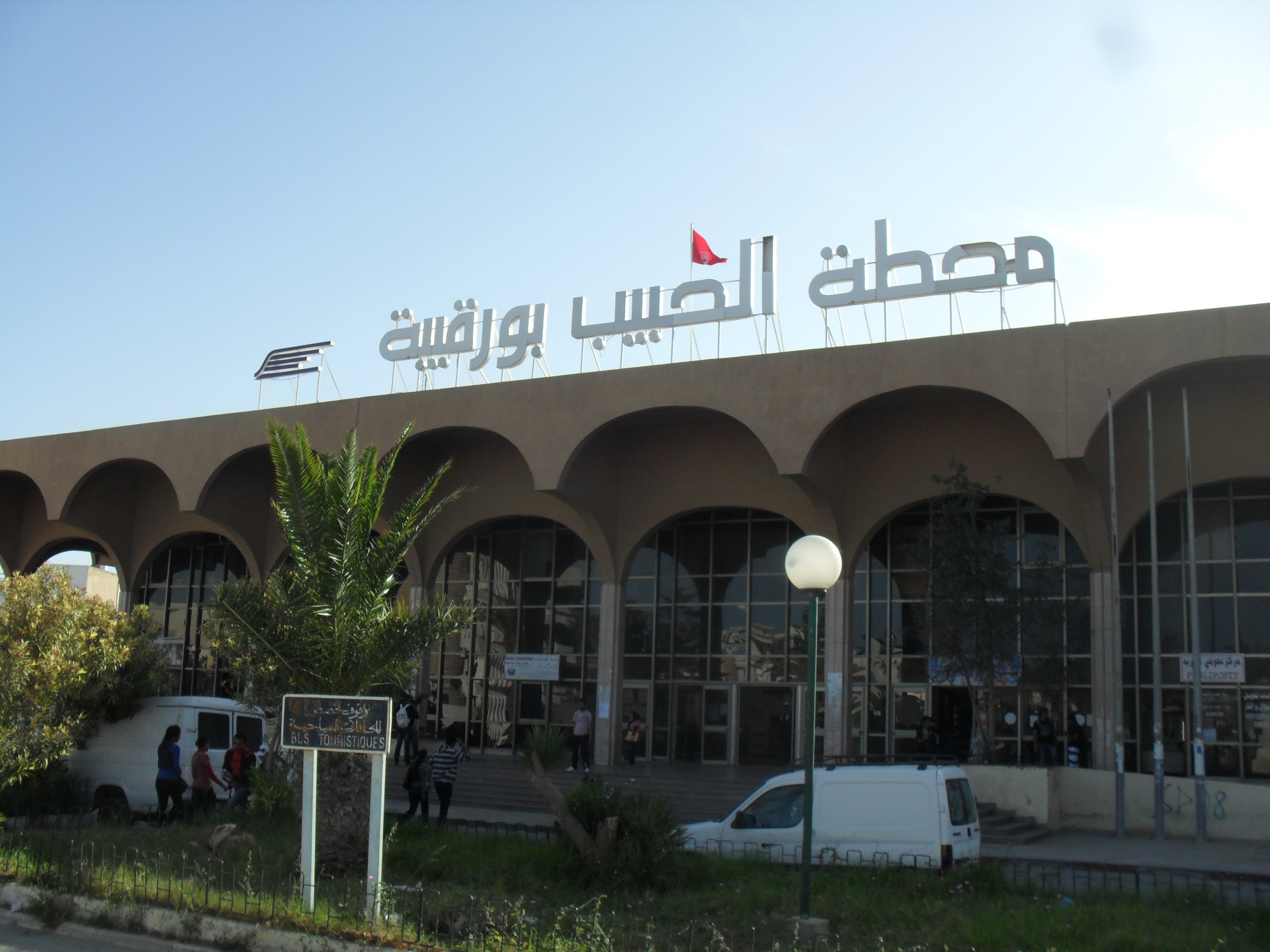
Станція Монастір імені Хабіба Бургіби